# ISO 3166-2:TM
ISO 3166-2:TM — стандарт Международной организации по стандартизации, который определяет геокоды. Является подмножеством стандарта ISO 3166-2, относящимся к Туркмении.
Стандарт охватывает пять велаятов и территорию города Ашхабад. Каждый код состоит из двух частей: кода Alpha2 по стандарту ISO 3166-1 для Туркмении — TM и односимвольного кода, записанных через дефис. Дополнительный однобуквенный код образован аббревиатурой названия велаята, код столицы образован буквой S. Геокоды велаятов и столицы Туркмении являются подмножеством кода домена верхнего уровня — TM, присвоенного Туркмении в соответствии со стандартами ISO 3166-1.

## Геокоды административно-территориального деления Туркмении
Геокоды 5 велаятов и 1 города административно-территориального деления Туркмении.
| Геокод | Административная единица | Статус          |
| ------ | ------------------------ | --------------- |
| TM-S   | Ашхабад                  | город - столица |
| TM-A   | Ахалский                 | велаят          |
| TM-B   | Балканский               | велаят          |
| TM-D   | Дашогузский              | велаят          |
| TM-L   | Лебапский                | велаят          |
| TM-M   | Марыйский                | велаят          |

## Геокоды пограничных Туркмении государств
- Афганистан — ISO 3166-2:AF (на юге),
- Иран — ISO 3166-2:IR (на юге),
- Казахстан — ISO 3166-2:KZ (на севере),
- Узбекистан — ISO 3166-2:UZ (на севере).